# Bartow (Flórida)
Bartow é uma cidade localizada no estado americano da Flórida, no condado de Polk, do qual é sede. Foi incorporada em 1882.

## Geografia
De acordo com o United States Census Bureau, a cidade tem uma área de 135,4 km², onde 118,8 km² estão cobertos por terra e 16,6 km² por água.

### Localidades na vizinhança
O diagrama seguinte representa as localidades num raio de 16 km ao redor de Bartow. 

## Demografia
Segundo o censo nacional de 2010, a sua população é de 17 298 habitantes e sua densidade populacional é de 145,60 hab/km². Possui 7 130 residências, que resulta em uma densidade de 60,02 residências/km².